# Нечаев, Владимир Викторович
Владимир Викторович Нечаев (укр. Володимир Вікторович Нечаєв; 4 августа 1950, Затока, Измаильская область) — советский и украинский футболист, тренер. Защитник. Бронзовый призёр чемпионата СССР (1974). Мастер спорта СССР (1974).
Образование высшее. Окончил Одесский педагогический институт.

## Биография
Родился в семье военнослужащего. Начал играть в футбол в 1962 году в группе подготовки одесского СКА и выступал в юношеской сборной Одессы, в составе которой был замечен тренерами Киевского спортинтерната.
В июле 1967 года в Ленинграде в составе сборной УССР стал победителем Всесоюзной спартакиады школьников, которая входила в программу соревнований IV Спартакиады народов СССР.
Вернувшись в Одессу, в 1968 году стал игроком дублирующего состава «Черноморца», и в том же сезоне дебютировал в основном составе «моряков»: 16 ноября в домашнем матче одесского клуба с минским «Динамо» заменил на 71-й минуте Алексея Попичко. Но полноправным игроком первой команды стал лишь в 1970 году. 19 сентября первый гол Нечаева за «Черноморец» в официальных матчах помог «морякам» одолеть в Одессе киевское «Динамо».
В 1973 году в составе «Черноморца» Нечаев стал обладателем малых золотых медалей за победу в первой лиге и впервые в своей карьере вошёл в список 33 лучших футболистов Украины (как правый защитник под № 2).
Звёздный сезон в карьере Нечаева пришёлся на 1974 год, по итогам которого защитник стал бронзовым призёром чемпионата СССР и завоевал с одесской командой первую в её истории путёвку в Кубок УЕФА, не считая двух ежегодных призов «Кубок прогресса» и «Справедливой игры». Вошёл Нечаев и в список 33 лучших футболистов Украины (правый защитник, № 3).
17 сентября 1975 года Нечаев впервые в своей карьере сыграл в еврокубках и помог «Черноморцу» одержать историческую победу над римским «Лацио», приняв непосредственное участие во взятии ворот итальянского клуба.
В 1976 году защитник третий раз в своей карьере был включён в список 33 лучших футболистов Украины, но на этот раз как лучший правый защитник республики. В том же году Нечаев был призван в армию, оказавшись в московском ЦСКА, однако уже спустя полгода был переведён в Одессу, где продолжил службу в одесском СКА.
В 1979 году Нечаев вошёл в группу футболистов, призванных возродить трагически разбившийся в авиакатастрофе над Днепродзержинском ташкентский «Пахтакор», за который в чемпионате и Кубке СССР отыграл 30 матчей и забил 4 мяча.
Тренерскую карьеру начал в Никополе, где завершил игровую.
В 2001 году Нечаев был включён в число лучших футболистов Одессы XX века.
13 сентября 2015 года на аллее футбольной славы ФК «Черноморец» (Одесса) были открыты две новые именные плиты, одна из которых посвящена Владимиру Нечаеву.
Ушёл из жизни 3 мая 2021 года.

## Достижения
- В составе одесского «Черноморца» бронзовый призёр чемпионата СССР 1974 года.
- В составе сборной УССР в 1967 году бронзовый призёр Всесоюзной спартакиады школьников.
- В списках лучших футболистов УССР[укр.] (3х): 1973, 1974, 1976